# Lumbricidae
Lumbricidae su porodica koja obuhvata većivnu evropskih vrsta glista. Poznato je 670 vrsta svrstanih u 42 roda. Oko 33 vrste su naturalizovane širom sveta, ali većina ih se nalazi holarktičkom regionu: Kanada (Bimastos lawrenceae), SAD (Eisenoides carolinensis, Eisenoides lonnbergi i Bimastos spp.) i cela Evroazija i Japan (Eisenia japonica, E. koreana i Helodrilus hachiojii). Eophila yugoslavica je endemit Srbije. Dužina tela joj je 15 cm, telo tamno smeđe boje sa oko 290-310 segmenata. Lumbricidae su izuzetno značajne, jer se hrane materijom u raspadanju i kretanjem kroz zemlju one ga obogaćuju i poboljšavaju njegova fizičko henijska svojstva. Neke vrste se koriste i za proizvodnju humusa, anajbolji primer za to je lumbrikultura kaliforniske crvene gliste.

## Rodovi
- Allolobophora
- Allolobophoridella
- Aporrectodea
- Cernosvitovia
- Dendrobaena
- Dendrodrilus
- Eisenia
- Eiseniona
- Eophila
- Ethnodrilus
- Eumenescolex
- Fitzingeria
- Helodrilus
- Iberoscolex
- Kritodrilus
- Lumbricus
- Microeophila
- Murchieona
- Nicodrilus
- Norealidys
- Octodriloides
- Octodrilus
- Octolasion
- Orodrilus
- Perelia
- Postandrilus
- Proctodrilus
- Prosellodrilus
- Satchellius
- Scherotheca